# Niedersalwey
Niedersalwey ist ein Ortsteil der Gemeinde Eslohe (Sauerland) im nordrhein-westfälischen Hochsauerlandkreis.

## Geographie
Die Ortschaft liegt etwa 5 km westlich von Eslohe im Naturpark Sauerland-Rothaargebirge. Nachbarortschaften sind Sieperting,  Obersalwey und In der Marpe. Durch Niedersalwey führt die Landstraße 519 und fließt die Salwey. Mitte 2023 hatte der Ort 526 Einwohner.

## Geschichte
Der Ort Salwey wurde erstmals am 14. Februar 1354 urkundlich erwähnt.
Frühe Anhaltspunkte über die Größe des Ortes ergeben sich aus einem Schatzungsregister (diente der Erhebung von Steuern) für das Jahr 1543. Demnach gab es in „NiddernSalwege“ 12 Schatzungspflichtige (die drei größten Abgaben entfielen auf Peter Fomme, Dietherich Glorich und Euerdt Wortman); diese Zahl dürfte mit den damals vorhandenen Höfen bzw. Häusern übereingestimmt haben.
Im Jahr 1801 war eine jüdische Familie in Niedersalwey ansässig. Die Gemeinde baute 1902 für den ersten Geistlichen im Ort ein repräsentatives Wohnhaus. Das Dorf ist seit dem 1. Januar 1975 ein Ortsteil der neuen Gemeinde Eslohe.

## Religion

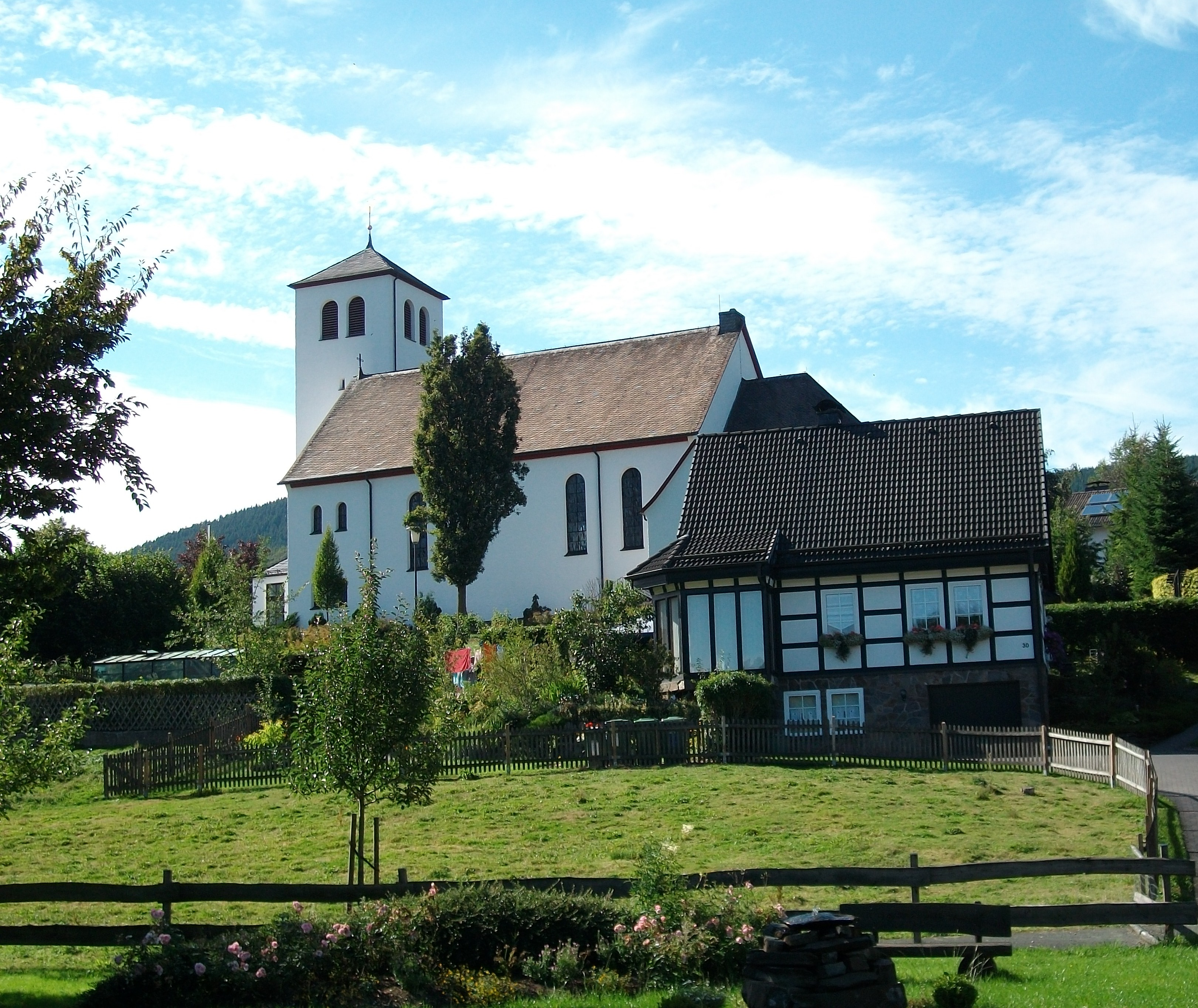
Kirche St. Sebastian

Die denkmalgeschützte Quirinuskapelle stammt aus der zweiten Hälfte des 13. Jahrhunderts. In den Jahren 1956/57 wurde die St.-Sebastian-Kirche errichtet.
Im Jahr 1941 geriet der damalige Vikar wegen einer Lappalie bezüglich eines Prozessionsumzugs in den Konflikt mit den NS-Behörden. Weil am 11. Juli 1941 ein Fahrzeug mit Parteifunktionären wegen einer Prozession einige Zeit warten musste, verhaftete man den zuständigen Pfarrvikar Otto Günnewich und brachte ihn ins Polizeigefängnis Dortmund. Anschließend kam er in das Gefängnis nach Bochum und am 21. November 1941 in das KZ Dachau. Mit einem Invalidentransport verlegte man Otto Günnewich 10. August 1942 in das Vernichtungslager Schloss Hartheim bei Linz. Er verstarb laut Häftlingsstärkemeldung von Dachau am 23. September 1942. Im Jahr 1967 errichtete man für ihn auf dem Kirchplatz eine Gedenkstätte.